# Summer Sanders
Summer Sanders (Roseville, Estats Units 1972) és una nedadora nord-americana, ja retirada, guanyadora de quatre medalles olímpiques. Actualment exerceix de comentarista esportiva i actriu.

## Biografia
Va néixer el 13 d'octubre de 1972 a la ciutat de Roseville, població situada a l'estat de Califòrnia.
Es casà el 1997 amb el nedador i campió olímpic Mark Henderson, del qual es divorcià l'any 2001. El juliol de 2005 es casà amb l'esquiador Erik Schlopy, amb el qual té dos fills.
L'any 1996 fou nomenada ambaixadora de Generositat de l'UNICEF.

## Carrera esportiva
Especialista en les modalitats de papallona i estils, va participar als 19 anys en els Jocs Olímpics d'Estiu de 1992 celebrats a Barcelona (Catalunya), on va aconseguir guanyar la medalla d'or en la prova dels 200 m. papallona i relleus 4x100 metres estilos, al costat en aquesta prova de Nicole Haislett i Jenny Thompson. En aquests mateixos Jocs aconseguí guanyar la medalla de plata en els 200 metres estils, just per darrere de la xinesa Lin Li, i la medalla de bronze en els 400 metres estils, just per darrere de l'hongaresa Krisztina Egerszegi i novament la xinesa Li. Així mateix fou sisena en els 100 metres papallona, aconseguint així un diploma olímpic.
Al llarg de la seva carrera ha guanyat tres medalles en el Campionat del Món de natació, una d'elles d'or, i quatre medalles en els Campionats de Natació Pan Pacific, tres d'elles d'or.